# Harry Komdrup
Harry Charles Jensen Komdrup (5. januar 1896 i Aalborg - 25. maj 1958) var en dansk skuespiller.

## Filmografi
- Hendes Helt (1919)
- Mod Lyset (1919)
- En Aftenscene (1920)
- Evas Forlovelse (1920)
- Manden, der sejrede (1920)
- Tyvepak (1921)
- Jafet, der søger sig en Fader, I-IV (1922)
- Mellem muntre Musikanter (1922)
- Store forventninger (1922)
- Peter Ligeglad paa Eventyr (1923)
- Dydsdragonen (1927)